# Кристоф Йохан Фридрих Витцтум фон Екщедт
Кристоф Йохан Фридрих Витцтум фон Екщедт (на немски: Christoph Johann Friedrich Graf Vitzthum von Eckstädt; * 14 октомври 1863 в Дрезден; † 30 декември 1944 в Тифхартмансдорф (Podgórki), Долносилезко войводство, Полша) е граф от род Витцтум-Екщедт в Саксония, немски юрист и саксонски държавен министър в Кралство Саксония.
Той е единственият син на саксонския таен съветник Ото Хайнрих Витцтум фон Екщедт (1829 – 1917) и съпругата му Йохана Амалия Тереза Антония фон Милтитц (1824 – 1876), вдовица на Алберт Фридрих Витцтум фон Екщедт (1797 – 1860). Внук е на граф Карл I Александер Николаус Витцтум фон Екщедт (1767 – 1834) и Елизабет фон Фризен (1793 – 1878).
Той следва право в Лозана, Берлин и Лайпциг и след това става адвокат. През 1890 г. той е серетар в легацията на държавна служба в Кралство Саксония. От 1891 до 1894 г. той е в посолството на саксонския крал в Берлин. През 1901 г. той става амтс хауптман в Анаберг. От 1906 до 1909 г. той представя кралството Саксония в бундесрата в Берлин. От 1909 г. до пенсионирането му 1918 г. той е саксонски кралски държавен министър за външните и вътрешни работи.
След абдакирането на крал Фридрих Август III на 13 ноември 1918 г., на 13 ноември 1918 г., фамилията се мести в дворец Тифхартмансдорф в Силезия, който тъстът му Фердинанд фон Харах купува през 1874 г. и който той наследява през 1915 г. Там той умира на 81 години през края на декември 1944 г. от болни бъбреци.

## Фамилия
Кристоф Йохан Фридрих Витцтум фон Екщедт се жени на 13 октомври 1891 г. в Тифхартмансдорф за графиня Виктория Августа Тереза Анна Елизабет фон Харах-Рорау-Танхаузен (* 24 юни 1870, Берлин; † 11 юли 1961, Хайделберг), дъщеря на художника граф Фердинанд фон Харах (1832 – 1915) и графиня Констанца Йозефина Матилда Вилхелмина Хелена фон Поурталес (1849 – 1940. Те имат седем деца:
- Ева Анна Изабелла Амелия Хелена Витцтум фон Екщедт (* 4 май 1895, Дрезден; † 1 февруари 1975), омъжена на 20 ноември 1944 г. в Берлин за Йоахим Лемке (* 2 октомври 1891, Хамбург; † 1 април 1967, Аскона)
- Криста Елизабет Маргарета Тереза Витцтум фон Екщедт (* 25 юли 1897, Дрезден; † 12 декември 1988, Елванген ан дер Ягст), омъжена на 17 юли 1919 в. в Оберхофен, Швейцария за др. юрист Цецил фон Ренте-Финк (* 27 януари 1885, Бреслау; † 22 август 1964, Мюнхен)
- Бургхард Ото Алфред Витцтум фон Екщедт (* 4 декември 1900, Кемниц; † 20 април 1980, Хелзингфорс), живее във Финландия, женен на 18 юли 1925 г. в Тамерфорс, Финландия за Хеле Сирен (* 29 ноември 1900, Тавастехус; † 18 август 1980, Хелзингфорс); имат един син и три дъщери
- Волфганг Вилхелм Фердинанд Витцтум фон Екщедт (* 22 март 1902, Анеберг, Ерцгебирге; † 20 октомври 1941, в битка близо до Калинин, Русия), женен на 20 септември 1937 г. в Берлин за Урсула Ветцолдт (* 2 октомври 1910, Хамбург; † 6 август 1983, Кампен на Силт); имат три сина
- Леонора-Рената Витцтум фон Екщедт (* 3 март 1905, Анаберг), омъжена на 9 декември 1933 г. в Берлин за Александер Рюстов (* 8 април 1885, Визбаден; † 30 юни 1963, Хайделберг)
- Елизабет Витцтум фон Екщедт (* 2 декември 1907, Берлин; † 15 декември 1972), омъжена на 31 май 1927 г. в Тифхартмансдорф за Хинрик фон Леветцов (* 14 ноември 1899, Лелкендорф)
- Хелена Мария Йозефина Гизела Витцтум фон Екщедт (* 11 юни 1912, Дрезден), омъжена на 26 август 1933 г. в Тифхартмансдорф за Йоахим Дитрих фон Леветцов (* 24 юни 1908, Лелкендорф; † 29 юни 1980, Валсроде)